# デュド・ミヌング
デュド・ミヌング（Dieudonne "Dieudo" Minoungou, 1981年6月25日 - ）はブルキナファソ出身のサッカー選手。ポジションはFW。
ブルキナファソ代表として2004年アフリカネイションズカップに出場。
2008年、ネイションズカップの際のブルキナファソ代表監督であったジャン＝ポール・ラビエ が監督を務めるFC琉球に移籍した。

## 所属クラブ
- 1999年-2001年  サントスFC
- 2001年-2002年  グルノーブル・フット38
- 2002年-2004年  トゥールFC
- 2004年-2005年  スタッド・ブレスト29
- 2005年-2006年  FCルーアン
- 2006年-2007年  ASムレン
- 2008年  FC琉球

## 代表歴
- ブルキナファソ
  - 2004年 - アフリカネイションズカップ出場（グループリーグ敗退）